# Мамедов, Гаджи Мамед оглы
Гаджи Мамед оглы Мамедов (азерб. Hacı Məmməd oğlu Məmmədov; 28 апрель 1920, Шемаха – 2 август 1981, Баку) — азербайджанский тарист, Народный артист Азербайджанской ССР (1963 год), преподаватель Азербайджанского медицинского университета.

## Биография
Гаджи Мамедов родился 28 апреля 1920 года в городе Шемаха. В период с 1943 по 1948 годы получил образование в Азербайджанском Государственном Институте медицины. С 1949 по 1970 год работал врачом-хирургом. В период с 1930 по 1948 годы работал в Азербайджанском государственном оркестре народных инструментов, с 1949 года стал солистом Азербайджанской государственной филармонии.
Гаджи Мамедов был первым исполнителем классических произведений русских и Западноевропейских авторов на таре. Он сопровождал таких певцов, как Бюль-бюль, Сеид Шушинский, Зульфи Адыгезалов. Выступление тариста проходили в таких странах как Бельгия, Польша, Венгрия, Иран, Сирия, Алжир и других странах.
Гаджи Мамедов скончался 2 августа 1981 года в Баку.

## Награды
- Звание «Народный артист Азербайджанской ССР» — 18 мая 1963 года [5]
- Звание «Заслуженный артист Азербайджанской ССР» — 25 сентября 1954 года[6]
- Орден "Знак Почета" — 9 июня 1959 года
- Почётная грамота Президиума Верховного Совета Азербайджанской ССР — 25 апреля 1980 года[7]